# العمالة الوافدة في الكويت
تشكل العمالة الوافدة في الكويت نسبة كبيرة من السكان.
ويشكل الرعايا الأجانب 60% من السكان و78% من القوى العاملة في الكويت. يعتمد اقتصاد الكويت اعتمادًا كبيرًا على العمالة الأجنبية، ولتسهيل استقطاب المهاجرين وقعت الدولة مذكرات تفاهم واتفاقيات مع جنوب وجنوب شرق آسيا، وبعض الدول الإفريقية وغيرها. يكاد يكون نظام الكفالة الطريقة الوحيدة لتوظيف العمال المهاجرين. ويُستخدم النظام لمراقبة العمال المهاجرين الذين يعملون بصورة رئيسة في قطاعي البناء والخدمة المنزلية.
وقد أدت جائحة فيروس كورونا إلى زيادة ترحيل المهاجرين وسوء معاملتهم والمشاكل الصحية، إذ سقط الاقتصاد الكويتي في ركود عميق بسبب انخفاض أسعار النفط. وفي عام 2020 زادت جهود الحكومة لتوطين القوى العاملة وزادت عمليات إعادة المهاجرين. والحكومة مشكلة أخرى تتمثل في انعدام الجنسية. لم توقع الكويت على اتفاقية اللاجئين لعام 1951 ولا نظام لجو لها.

## نظام الكفالة
يفرض نظام الكفالة للعمال الأجانب في الكويت على المغتربين أن يكفلهم صاحب عمل محلي للحصول على تصريح عمل. في أغسطس/آب 2008 أعلن النائب عبد الله الرومي اعتزامه صياغة قانون لإلغاء نظام الكفالة للعمال الأجانب في الكويت. وتخطط الحكومة حاليًا لإلغاء نظام «الكفالة» لصالح نظام جديد سينفذ للسماح للعمال الوافدين بنقل إقاماتهم إلى وزارة الشؤون الاجتماعية والعمل. فقد أعلن نائب رئيس مجلس الوزراء وزير الداخلية الفريق أول الشيخ خالد الجراح عن زيادة الحد الأدنى للرواتب ليصبح 500 دينار كويتي للعمالة الوافدة في حال رغبتها في استقدام أحد أفراد أسرتها.

### الحد الأدنى للأجور
في الجلسات البرلمانية رفض النائبان عسكر العنزي وسعدون العتيبي الزيادات السابقة في الأجور لأنها «ضئيلة للغاية» وغير كافية لمواجهة الارتفاع الحاد في أسعار المستهلك. وفي الحادي والعشرين من فبراير/شباط 2008 وافق البرلمان على زيادة شهرية قدرها 120 ديناراً (440 دولارًا) للمواطنين في القطاعين العام والخاص بعد أن بلغ التضخم 7.3%، وهو أعلى مستوى له منذ خمسة عشر عاماً. وقرر البرلمان زيادة أجور الأجانب العاملين في الحكومة بمقدار 50 ديناراً (183 دولاراً). وردًا على القرار قال العنزي: «نرفض هذه الزيادة لأنها أقل كثيرا من التوقعات، ونطالب الحكومة بمراجعة قرارها».